# 유재동
유재동(1980년 2월 26일~)은 대한민국의 배우이다.

## 학력
- 한국예술종합학교 연극원 연기과

## 출연작

### 영화
- 《마린 보이》(2009년) - 브로커(목소리) 역
- 《카운트다운》(2011년) - 한 대리 역
- 《자칼이 온다》(2012년) - 정장남 역

### 드라마
- 《해피 엔딩》(2012년, JTBC)
- 《사랑만 할래》(2014년, SBS) - 김우주의 친구 재동 역
- 《너를 사랑한 시간》(2015년, SBS) - 의사 역
- 《욱씨남정기》(2016년, JTBC)
- 《해피시스터즈》(2017년, SBS) - 홍 과장 역

### 연극
- 《룸넘버13》(2008년)
- 《죽여주는 이야기》(2008년)
- 《훈남들의 수다》(2009년)
- 《너와 함께라면》(2011년)
- 《쉬어매드니스》(2013년)